# Гимн Курска
Гимн го́рода Ку́рска — музыкальная композиция (гимн) утверждённая решением Курского городского Собрания от 25 июля 2007 года № 360-3-РС в качестве официального символа города Курска.
Гимн Курска в обязательном порядке исполняется во время при вступлении в должность Главы города Курска, при открытии и закрытии заседаний Курского городского Собрания, во время церемоний встреч и проводов посещающих город Курск с официальными визитами глав других городов, делегаций и официальных представителей других городов и регионов, а также других официальных церемоний. Гимн может также исполняться при проведении Дня города, культурно-массовых мероприятий и других торжественных случаях.

## Текст гимна
Наш древний Курск, тебе земной поклон, 

Святая отчая земля! 

Здесь чуден колокольный звон, 

Крепка курян семья. 

Ты вырос на высоком берегу, 

Хвалу тебе поем!
И предки в «Слове о полку» 

Помянуты добром. 

Ты в сердце, город нашей любви,
Где так поют соловьи!
Геройский край! Над нами ясный свет!
Салют в честь гордых лет, победных лет!
Наш древний Курск, тебе земной поклон,
Святая отчая земля!
В веках тебе расти и процветать, 

Сильней и краше будь! 

И Коренная Божья Мать 

Нам освещает путь! 

Здесь Сейм и Тускарь, здесь родимый дом, 

Мы не изменим курс: 

Отвагой ратной и трудом 

России дорог Курск! 

Ты в сердце, город нашей любви,
Где так поют соловьи!
Геройский край! Над нами ясный свет!
Салют в честь гордых лет, победных лет!
Наш древний Курск, тебе земной поклон,
Святая отчая земля!
Святая отчая земля!